# Livoišta
Livoišta (makedonsky: Ливоишта) je vesnice v Severní Makedonii. Nachází se v opštině Ochrid v Jihozápadním regionu.
Podle sčítání lidu z roku 2002 žije ve vesnici 18 obyvatel, všichni jsou Makedonci.